# Vodojem Něchov
Věžový vodojem stojí ve východní části obce Něchov v okrese České Budějovice. Spolu s vodojemem v Nesměni byli součástí besednického skupinového vodovodu. Vodojem v Něchově byl v roce 2012 Ministerstvem kultury České republiky prohlášen kulturní památkou  České republiky.

## Historie
V letech 1924 až 1927 byl postaven obcemi Něchov, Nesměň, Besednice a Todně skupinový vodovod, který využíval pramen na svazích Besednické hory a gravitačním způsobem přiváděl vodu do obcí Něchov a Nesměň. V těchto obcích byly postaveny nadzemní vodojemy, které byly mezi sebou propojeny a byly přibližně ve stejné nadmořské výšce. Z těchto vodojemů byla voda rozváděna do příslušných obcí. Na výstavbě besednického skupinového vodovodu se podílely firmy Kress a Lanna Praha. Celkem bylo včetně subvencí státu vynaloženo více než 1,5 milionů korun.
Výstavbu vodojemu v Něchově provedla firma Lanna Praha pod odborným dohledem Ing. Oldřicha Lebla v roce 1927. Vodojem v Nesměni postavila firma Kress. Návrh výstavby vodojemů skupinového vodovodu vypracoval ing. Františka Doskočila z Trhových Svinů. Zkušební provoz byl zahájen v srpnu 1928 a kolaudace proběhla až v květnu 1929. Na konci druhé světové války v roce 1945 byl poškozen bombardováním a opět po opravě byl dán do provozu v roce 1952.

## Popis
Vodojem je skeletová železobetonová konstrukce na kruhovém půdorysu vysoká 17 m. Skelet je tvořen šesti pilíři, mezi nimi je vyzděný prostor z opracovaného kamene. Pilíře s navenek jeví jako lisény, které nesou válcový betonový reservoár o průměru 5 m a o objemu 85 m³, zakončený kupolí s lucernou s luxferovými okny. Spodní část je válcová s plechovými vchodovými dveřmi a se dvěma okénky. Prostor mezi pilíři je opět vyzděn opracovaným kamenem. Horní část je zakončena jednoduchou betonovou římsou. Na ni navazuje kuželová část se třemi okénky (jedno později bylo zakryté). U vchodu je pamětní deska a vlys s nápisem Lanna Praha 1927.